# SCR SCRAB
Los SCRAB son una familia de blancos aéreos españoles de altas prestaciones y bajo coste, desarrollados por la empresa SCR, utilizados para el entrenamiento de unidades militares.

## Desarrollo
El SCRAB fue el primer blanco aéreo fabricado en España de bajo coste y propulsado por una turbina, corresponsable de la fabricación del INTA Diana, tanto en el diseño, integración y operación de los sistemas principales (aviónica, radioenlace, motorización, etc.), como en los sistemas auxiliares (cargas útiles, estaciones de tierra, sistemas de lanzamiento, etc.), suministrando además numerosos componentes, tanto eléctricos, electrónicos y de RF, siendo equipado con el sistema de piloto automático AP04 de UAV Navigation.
El sistema se compone de una estación en tierra y cuatro aparatos, monomotores o bimotores, con piloto automático integrado. Lanzado mediante catapulta, aterriza después de completar la misión por medio de paracaídas.
Su uso principal es servir de blanco a unidades de artillería, bien terrestres o navales.

## Variantes
SCRAB I
Modelo UAV inicial.
SCRAB II
Versión de mayores dimensiones y pesos.

## Operadores
España
- Ejército de Tierra de España
- Armada Española

## Especificaciones (SCRAB I/SCRAB II)
Referencia datos: 

### Características generales
- Carga: 4/10 kg
- Longitud: 1,95/2,94 m
- Envergadura: 1,62/2,52 m
- Peso máximo al despegue: 32/90 kg
- Planta motriz: 1/2× turborreactor .

### Rendimiento
- Velocidad máxima operativa (Vno): 360/432 km/h
- Velocidad de entrada en pérdida (Vs): 162/180 km/h
- Alcance: 80/100 km
- Alcance en combate: 45/60 min

### Aeronaves similares
- INTA Diana

### Listas relacionadas
- Anexo:Vehículos aéreos no tripulados